# Tom Clancy’s Jack Ryan/Staffel 1
Die erste Staffel der US-amerikanischen Actionthriller-Fernsehserie Tom Clancy’s Jack Ryan besteht aus acht Episoden und erschien am 31. August 2018 bei Amazon Prime Video.

## Handlung
Der Ex-Marine und nunmehr für die CIA arbeitende Analytiker Jack Ryan kommt unter anderem über verdächtige Banküberweisungen dem mutmaßlichen Terroristen Mousa Bin Suleiman auf die Spur, den er für ähnlich gefährlich wie Osama bin Laden hält und der möglicherweise einen baldigen Anschlag plant. Suleiman ist ein im Libanon geborener Syrer, der im Kindesalter mit seinem Bruder Ali einen verheerenden US-Luftangriff überlebte und dabei seine Eltern verlor, ehe die Brüder in Frankreich bei Pflegeeltern aufwuchsen. Rückblenden verdeutlichen, wie er im Pariser Einwandererviertel Belleville wegen seiner Herkunft beruflich und sozial diskriminiert wurde und danach im Gefängnis Halt im islamischen Glauben fand.
Ryan fliegt mit seinem neuen Vorgesetzten James Greer in den Jemen und befragt in einem US-Stützpunkt einen Gefangenen betreffs Suleiman. Erst nach der gewaltsamen und blutigen Befreiung des Gefangenen durch dessen Verbündete ermitteln Ryan und Greer, dass es Suleiman ist, der befreit wurde. Nach der Entschlüsselung von Suleimans Handy führt Ryan und Greer eine Spur in eine Pariser Wohnung, wo sie in Zusammenarbeit mit dem französischen Geheimdienst eine zu Suleiman gehörende Terrorzelle ausheben. Dabei kommt es zu einem unbeabsichtigten Selbstmordanschlag. (eine Bewohnerin der Wohnung trägt eine Sprengstoffweste mit Totmannschalter, beim Eindringen der Polizei will diese sich ergeben, wird allerdings im allgemeinen Tumult während der Stürmung der Wohnung von einem weiteren Polizisten erschossen) Ali kann in letzter Sekunde entkommen. Ryan verfolgt ihn bis in die französischen Alpen und erschießt ihn bei Chamonix in Notwehr. Etwas später lässt Suleiman in Paris einen christlichen Priester ermorden und bei dessen Trauerzeremonie in einer großen Pariser Kirche einen Giftgasanschlag mit Sarin verüben, bei dem über 300 Menschen sterben – darunter auch über 20 US-Amerikaner – und zu dem er sich öffentlich bekennt.
Ein paralleler Handlungsstrang erzählt von Suleimans Ehefrau Hanin Ali, die durch die vielen Waffen und die Männer, mit denen sich ihr Mann in dessen syrischem Versteck neuerdings umgibt, Angst bekommt und deshalb mit den beiden Töchtern vor ihm flüchtet. Ihren von ihrem Mann beauftragten Verfolgern entkommt sie ungewollt auch durch die Hilfe des draufgängerischen US-Drohnenpiloten Victor Polizzi, der von Nevada aus befehlswidrig auf einen der Männer schießt. In einem türkischen Flüchtlingslager in Nizip angelangt, sieht Hanin im Fernsehen das Pariser Anschlagsbekenntnis ihres Mannes und ersucht einen Amerikaner, der insgeheim der CIA zuarbeitet, als Gegenleistung für Informationen über ihren Mann um freies Geleit für ihre geplante Reise in den sicheren Westen. Da sie mangels Beweisen damit keinen Erfolg hat, lässt sie sich mit den Töchtern bis an einen türkischen Küstenabschnitt schleusen, wo Greer und Ryan sie aber vor der Flucht übers Mittelmeer abfangen können.
Der seit kurzem mit Dr. Ryan privat befreundeten Epidemiologin Dr. Mueller fällt bei ihrer Arbeit in Washington, D.C. eine Unstimmigkeit bei dem Virusstamm eines Ebola-Toten aus Liberia auf. Sie erfährt, dass jener Leichnam vor sechs Monaten im Auftrag zweier arabisch aussehender Männer aus einem Massengrab ausgegraben wurde. Die CIA ermittelt, dass es sich bei den beiden Männern um Suleiman und Ali handelt und sie den Toten nach Aserbaidschan gebracht haben. Damit steht die Gefahr im Raum, dass Suleiman einen Anschlag mit Ebolaviren planen könnte. Indes hat Hanin, die mit ihren Töchtern nun in einem amerikanischen Safe House ist, der CIA die Lage des Anwesens ihres Mannes verraten und dafür Schutz für ihren noch dort weilenden Sohn verlangt. US-Präsident Pickett ordnet daraufhin an, dass das US-Militär in einem geheimen Bodeneinsatz Suleiman gefangen nimmt und dabei auch die kürzlich gefangen genommenen Mitglieder der Ärzte ohne Grenzen befreit, zu denen auch Picketts früherer Weggefährte Dr. Nadler gehört. Zwar gelingt die Befreiung der Gefangenen, aber Suleiman kann zuvor entkommen, da er durch einen Chat seines Sohnes mit einer seiner Töchter gewarnt war.
Nach der Rückkehr von Nadler und seinen Kollegen nach Amerika erkennen Greer und Ryan anhand eines in Suleimans Haus gefundenen Zeitungsausschnitts, dass Suleiman von Picketts Freundschaft mit Nadler wusste. Sie sehen deshalb, und weil Pickett mit Nadler bereits vor die Presse tritt, die Gefahr, dass Nadler für Suleiman als Überträger der Ebolaviren auf Pickett dient. Pickett und das Ärzte-ohne-Grenzen-Team kommen deshalb in Quarantäne, und zwar in jenem Washingtoner Krankenhaus, in dem auch Mueller arbeitet. Indes erfährt die CIA, dass Suleiman in einem ISO-Container einige Behälter radioaktives Caesium-137 hat in die Vereinigten Staaten schmuggeln lassen, wodurch die Gefahr eines nuklearen Anschlags besteht. Suleiman lässt in einer Washingtoner Pizzeria zur Ablenkung der Behörden eine konventionelle Bombe explodieren und nutzt mit seinen Helfern das ausgelöste Durcheinander und die vielen Fahrten an Rettungswagen, um mit seinen Helfern ins Krankenhaus zu gelangen und an der zentralen Lüftungsanlage zwecks Tötung von Pickett das Caesium freizusetzen. Die ferngesteuerte Freisetzung wird jedoch dadurch vereitelt, dass der Secret Service das Mobilfunknetz stört. Ryan verfolgt Suleiman allein durch die Washingtoner Metro und erschießt ihn.
Schließlich wird Ryan auf die bisherige Stelle von Greer befördert, der in die Moskauer CIA-Station wechselt.

## Besetzung
| Schauspieler                | Rollenname          | Folgen                 | Synchronsprecher       |
| --------------------------- | ------------------- | ---------------------- | ---------------------- |
| John Hoogenakker            | Matice              | 1.01–08                | Sven Gerhardt          |
| Emmanuelle Lussier Martinez | Teresa              | 1.01–08                | Alice Bauer            |
| Adam Bernett                | Patrick Klinghoffer | 1.01–02, 1.05, 1.07–08 | Rainer Fritzsche       |
| Timothy Hutton              | Direktor Singer     | 1.01–02, 1.05, 1.07–08 | Erich Räuker           |
| Haaz Sleiman                | Ali                 | 1.01–02, 1.05–08       | Karim Chamlali         |
| Karim Zein                  | Samir               | 1.01–08                |                        |
| Nadia Affolter              | Sara                | 1.01–02, 1.05–08       |                        |
| Arpy Ayvazian               | Rama                | 1.01–03, 1.05–08       |                        |
| Goran Kostic                | Ansor Dudayev       | 1.01–02, 1.04–06, 1.08 | Matthias Scherwenikas  |
| Eileen Li                   | Noreen Yang         | 1.01–02, 1.05–08       | Victoria Frenz         |
| Mena Massoud                | Tarek Kassar        | 1.01–02, 1.05–08       | Max Felder             |
| Victoria Sanchez            | Layla Navarro       | 1.01–02, 1.05–08       | Mareile Moeller        |
| Al Sapienza                 | Marcus Trent        | 1.01, 1.05, 1.08       | Wolfgang Wagner        |
| Jonathan Bailey             | Lance Miller        | 1.01, 1.05–06          | Tim Knauer             |
| Amir El-Masry               | Ibrahim             | 1.02–08                |                        |
| Zarif Kabier                | Jabir               | 1.02, 1.04–05, 1.07–08 |                        |
| Marie-Josée Croze           | Sandrine            | 1.02–05                | Jessica Walther-Gabory |
| Daniel Kash                 | Farnsworth          | 1.02, 1.05, 1.07–08    | Thomas Kästner         |
| Shadi Jahno                 | Amer Soudani        | 1.02, 1.04–05, 1.07–08 |                        |
| John Magaro                 | Victor Polizzi      | 1.03, 1.05–06          | Valentin Stilu         |

## Episoden
| Nr. (ges.) | Nr. (St.) | Deutscher Titel              | Originaltitel       | Regie           | Drehbuch                       |
| ---------- | --------- | ---------------------------- | ------------------- | --------------- | ------------------------------ |
| 1          | 1         | Suleiman                     | Pilot               | Morten Tyldum   | Carlton Cuse, Graham Roland    |
| 2          | 2         | French Connection            | French Connection   | Daniel Sackheim | Carlton Cuse, Graham Roland    |
| 3          | 3         | 22, schwarz                  | Black 22            | Patricia Riggen | Carlton Cuse, Graham Roland    |
| 4          | 4         | Der Wolf                     | The Wolf            | Daniel Sackheim | Carlton Cuse, Graham Roland    |
| 5          | 5         | End of Honor                 | End of Honor        | Patricia Riggen | Stephen Kronish                |
| 6          | 6         | Böse Menschen, gute Menschen | Sources and Methods | Carlton Cuse    | Patrick Aison                  |
| 7          | 7         | Der Junge                    | The Boy             | Patricia Riggen | Nazrin Choudhury, Nolan Dunbar |
| 8          | 8         | Inshallah                    | Inshallah           | Daniel Sackheim | Carlton Cuse, Graham Roland    |